# Anne Somerset
Anne Somerset (* 21. Januar 1955 in Gloucestershire) ist eine britische Historikerin und Schriftstellerin.

## Leben
Anne Somerset ist das zweitältestes Kind von David Robert Somerset, 11. Duke of Beaufort und dessen erster Frau. Sie wuchs mit drei Brüdern auf. Sie studierte Geschichte am King’s College London. Im Anschluss arbeitete sie als Typistin und Faktenprüferin für den Historiker Hugh Thomas sowie später für die Historikerin Antonia Fraser.
1980 veröffentlichte sie ihr erstes Buch The Life and Times of William IV. Ihr viertes Buch, Unnatural Murder: Poison at the Court of James I, wurde 1997 für den CWA Gold Dagger for Non-Fiction der Crime Writers’ Association nominiert. Für ihr 2012 erschienenes Werk Queen Anne: The Politics of Passion erhielt sie 2013 den Elizabeth Longford Prize for Historical Biography der Society of Authors.
Sommerset war für 23 Jahre, bis zu dessen Tod 2011, mit dem Künstler Matthew Carr verheiratet. Sie lebt heute zusammen mit ihrer Tochter in London.

## Veröffentlichungen
- The Life and Times of William IV (1980)
- Ladies-in-Waiting: From the Tudors to the Present Day (1984)
- Elizabeth I (1991)
- Unnatural Murder: Poison at the Court of James I (1997)
- The Affair of the Poisons
- Queen Anne: The Politics of Passion (2012)